# Alonso Cano
Alonso Cano (také Alonzo Cano) (19. března 1601, Granada – 3. září 1667, Granada) byl španělský malíř, architekt a sochař. Někdy byl nazýván „španělský Michelangelo“.
Architekturu se vyučil u svého otce Miguela Cana, malování u Francisca Pacheca a sochařství u Juana Martíneze Montañése. Roku 1614 přišel do Sevilly. V roce 1638 ji musel opustit, kvůli souboji s malířem Sebastiánem de Llano y Valdésem. Odešel do Madridu, kde uspěl u dvora a španělský král Filip IV. z něj udělal královského architekta a malíře. Roku 1644 musel dvůr opustit, když se stal podezřelým z vraždy své manželky. Odešel do Valencie, ale král ho vzal na milost a pověřil ho stavbou katedrály v Granadě. Na ní pracoval až do konce života. Zejména fasáda katedrály je ceněna pro mimořádnou originalitu.
Jako sochař se proslavil díly jako „Madonna a dítě“ v kostele Lebrija (nazývaném také Nebrija) či kolosálním sousoším sv. Petra a sv. Pavla. V Granadě hodně vytvářel sochy dřevěné.